# رداء الكاهن

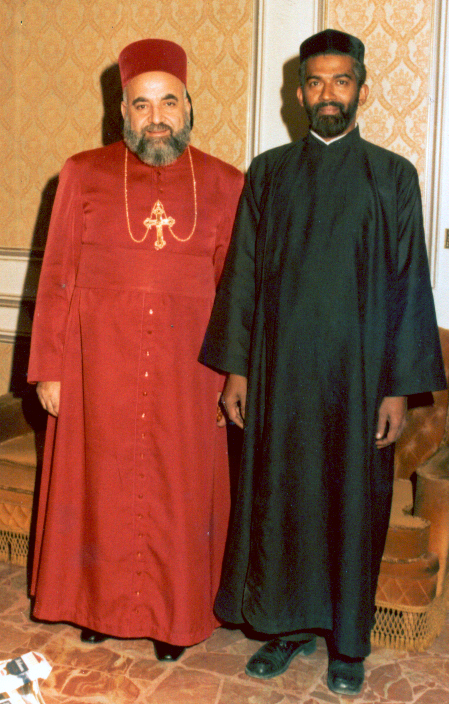
رداء كهنوتي بلون أسود وأحمر

رداء الكاهن(مرادفات) وهو جزء من الملابس الكهنوتية في الديانة المسيحية، وهو يلبس من رجال الدين في أغلب الكنائس المسيحية مثل الرومانية الكاثوليكية والأرثوذكسية الشرقية والأنجليكية والكالفينية وغيرها. يمكن أن يكون لون الرداء أسود، وهو الأكثر شيوعاً، كما يمكن أن يكون باللون الأبيض أو الأحمر أو الأرجواني أو البنفسجي.

## التسمية
- مرادفات يعرف رداء الكاهن بتسميات عدة، فيعرف باسم الغَفّارة[1][2] أو ثوب الكاهن[3] أو جبّة الكاهن[4] أو الرستامية أو التُونِيّة[5] أو الكازاك[6] أو بقيرة القسيس[6].

## اقرأ أيضاً
- اللباس في المسيحية
- كتونة